# Efter regn
Efter regn är ett album från 1987 av Laila Dahl. Det Grammisbelönades 1987 i klassen "Årets religiöst".

## Låtlista

### Sida A
1. I kärlekens ljus
2. Hjärtan
3. Efter regn
4. På din sida
5. Ballad om vindar

### Sida B
1. Tro på din dröm
2. Ännu en dag
3. Inga luftslott
4. Så nära
5. Tänk på mig

### Fotnoter
1. ↑  ”Efter regn” (på engelska). Discogs. 11 mars 1987. http://www.discogs.com/Laila-Dahl-Efter-Regn/release/1842508. Läst 9 januari 2014.
2. ↑  ”1988”. Grammis. 11 mars 1988. Arkiverad från originalet den 9 januari 2014. https://web.archive.org/web/20140109231815/http://grammis.se/nominerade/1988/. Läst 9 januari 2014.